# کلیسای مسروپ مقدس، اراک
کلیسای مسروپ مربوط به دوره قاجار است و در اراک، خیابان شهید چمران (نیسانیان) واقع شده و این اثر در تاریخ ۲۵ اسفند ۱۳۷۹ با شماره ثبت ۳۵۳۳ به عنوان یکی از آثار ملی ایران به ثبت رسیده‌است. در سنگ نبشته بالای سر در ورودی این بنا به زبان ارمنی آمده‌است:
«کلیسای مسروپ مقدس در زمان خود و با همیاری ارمنی‌های کزاز (شازند)، کمره هفت جامپلق و بور به سال ۱۹۱۴ میلادی ساخته شده‌است.» بنابراین، بنا مربوط به دوره قاجاریه است.

## معماری و توصیف کلیسا
این کلیسا که با سرمایه ارامنه در سال ۱۹۱۴ میلادی ساخته شده‌است دارای چهار بخش مدرسه، منزل کشیش، تالار اجتماعات و کلیسا است. ساختمان اصلی نیز از سه بخش مردم نشین، محراب و دو اتاق کناری در نزدیکی محراب تشکیل شده‌است.
پلان کلیسا بازیلیکا مستطیل شکل به ابعاد ۶×۲۴ در ۶×۱۵ متر بوده و در جهت شرق به غرب واقع شده‌است. سقف کلیسا بر روی چهار ستون که توسط قوسهایی به یکدیگر و به دیوارهای جانبی وصل شده‌اند تکیه دارد. کلیسا دارای نورگیرهای متعددی در چهار جهت بنا است و دو ورودی در قسمت‌های جنوبی و غربی می‌باشد. برج ناقوس خانه کلیسا در جلوی ورودی غربی واقع شده‌است.